# Вівсяний Леонтій Михайлович
Леонтій Михайлович Вівсяний (*18 червня 1899, с. Іллівка Піщанської волості Ольгопільського повіту, тепер Крижопільського району Вінницької області — † 4 квітня 1938, м. Вінниця) — бунчужний Армії УНР.

## Біографія
Народився 18 червня 1899 р. в с. Іллівка, тепер Крижопільського району Вінницької області.
У 1919 р. був бунчужним Запорозької Січі отамана Юхима Божка. Навесні 1919 року запорожці через Румунію переїхали у Галичину, в Заліщики. Був серед них і Леонтій Вівсяний. У травні Запорозька Січ із Заліщиків пішла у наступ на більшовиків.
Після відступу Армії УНР у листопаді 1920 р. за Збруч повернувся додому. НКВС арештували Леонтія в лютому 1938 року. Судили за статтею 54-10 КК УРСР — «антирадянська пропаганда та агітація».
Розстріляний у вінницькій тюрмі 4 квітня 1938 року.